# 齐文超
齐文超（1952年—），辽宁法库人，汉族，中华人民共和国政治人物，铁道部政治部副主任。中国共产党党员，第十一届全国人民代表大会四川地区代表。

## 生平
毕业于北方交通大学铁道工程专业，2008年起担任全国人大代表。